# Johannes bar Penkaje
Johannes bar Penkaje war ein im 7. Jahrhundert lebender Mönch der ostsyrischen Kirche des Ostens.
Johannes stammte aus Penek am Tigris. Er schrieb unter anderem „eine eigenartige, zwischen Weltgeschichte und theologisch orientierter Geschichtsphilosophie die Mitte haltende Arbeit in 15 Büchern“ (Anton Baumstark). Diese Chronik wird genannt Ktābā d-rēš mellē („Buch der Hauptpunkte“), doch sind davon nur Fragmente erhalten:
- Bücher I–IX unveröffentlicht
- Bücher X–XV: Alphonse Mingana: Sources syriaques. Bd. 2, Mosul 1908.

Das Werk beginnt mit der Schöpfungsgeschichte und schreitet dann zur altorientalischen Geschichte über, die (im begrenzten Rahmen) recht ausführlich im Sinne biblischer Vorstellungen interpretiert wird. Die Bücher 10 und 11 behandeln das Wirken von Jesus von Nazaret, bevor in Buch 12 die Profangeschichte des 1. Jahrhunderts n. Chr. stärker beschrieben wird. Buch 13 und 14 behandeln die weitere Ausbreitung des Christentums, bevor in Buch 15 die Zeitgeschichte geschildert wird.
Seine Chronik liefert dabei einen Augenzeugenbericht über die arabischen Eroberungen seiner Zeit. Diese werden von ihm als Strafe Gottes für die Christen gedeutet, die vom richtigen Glauben abgewichen seien. Das Werk ist offenbar Ende des 7. Jahrhunderts verfasst worden (nach Robert G. Hoyland ca. 687).